# Киселенко Петро Євдокимович
Петро Євдокимович Киселенко (1919—1975) — капітан Радянської Армії, учасник Німецько-радянської війни, Герой Радянського Союзу (1945).

## Життєпис
Петро Киселенко народився 1 серпня 1919 року в селі Ісайки (нині — Богуславський район Київської області України). Закінчив школу-семирічку, школу фабрично-заводського учнівства, Херсонську авіаційну школу, після чого працював пілотом-інструктором в Сталіно (нині — Донецьк). У 1940 році Киселенко був покликаний на службу в Робітничо-селянську Червону Армію. Бойова служба в авіації для лейтенанта Киселенка П. Є. почалася в перші дні 1943 роки в районі Бєлгорода. З січня 1943 року — на фронтах Німецько-радянської війни. Брав участь в боях на Південно-Західному, Донському, Воронезькому, 1-м, 2-м і 3-м Українських, 2-м і 3-м Білоруських фронтах.
До кінця війни старший лейтенант Петро Киселенко був заступником командира ескадрильї 237-го штурмового авіаполку 305-ї штурмової авіадивізії 15-ї повітряної армії 2-го Прибалтійського фронту. За час своєї участі в боях він зробив 106 бойових вильотів, знищивши велику кількість бойової техніки ворога.
П. Є. Киселенко звільняв від окупантів Нікопольщину у складі військ 3-го Українського фронту. Він здійснив 106 бойових вильотів, знищив 16 ворожих танків, 18 знарядь, 2 мінометні батареї, 96 автомашин з боєприпасами, 120 возів з військовим вантажем.
Втрати, завдані ворогові: 4 підбиті паровози, 18 зруйнованих дзотів, 2 знищені самохідні гармати, 6 подавлених зенітних батарей, 8 підпалених складів з пальним і снарядами.
У складі групи П. Є. Киселенко брав участь у знищенні 8 залізничних ешелонів, в руйнуванні двох переправ через Сіверський Донець, в затопленні двох катерів і самохідної баржі
Указом Президії Верховної Ради СРСР від 18 серпня 1945 року за «виконання 106 бойових вильотів і проявлені при цьому мужність і героїзм» старший лейтенант Петро Киселенко був удостоєний високого звання Героя Радянського Союзу з врученням ордена Леніна і медалі «Золота Зірка» за номером 7989.
Після закінчення війни Киселенко продовжив службу в Радянській Армії. У 1953 році в званні капітана він був звільнений в запас. Проживав в місті Марганець Дніпропетровської області.
Помер 10 червня 1975 року  м. Марганці. Похований на міському кладовищі.

## Нагороди
Був також нагороджений двома орденами Вітчизняної війни 2-го ступеня, орденом Червоної Зірки, низкою медалей.